# 香港業餘電台聯會
香港業餘電台聯會（英語：Hong Kong Amateur Radio Transmitting Society，縮寫：HARTS）是一個代表香港大多数業餘無線電操作員的組織。HARTS成立於1929年10月，自2008年初開始成為被稅務局認可的慈善機構，是國際業餘無線電聯盟中代表香港的成員協會。
該組織的主要任務是在香港普及和推廣業餘無線電。HARTS在大帽山、大老山、太平山和天水圍運營和維護信標和中繼器。該組織為慈善團體和活動提供通信支持，並形成一個業餘無線電應急通信的支持網絡。本組織的會員福利是為經常與其他國家的業餘無線電操作員進行通信的會員設立QSL局。